# Chasicotherium
Chasicotherium — це вимерлий рід великого нотоунгулятного ссавця, який відомий спочатку за частковим черепом і нижньою щелепою, виявленими у формації Арройо Часіко, у потоці Парті Вільяріно, Буенос-Айрес, Аргентина. Відкладення, в яких було виявлено тварину, датуються від 10 до 9 мільйонів років. Відомий лише типовий вид C. rothi. Його вага становила приблизно 1 тонну, він був найбільшим і найновішим представником родини Homalodotheriidae. Це була велика травоїдна тварина міоценових Пампас, тісно пов'язана з Homalodotherium, яка також має скорочену зубну формулу короткої передщелепної кістки.